# Die Zeit
Die Zeit er en landsdækkende tysk politisk-kulturel ugeavis med hovedsæde i Hamborg.  Avisen blev grundlagt i 1946 og udgives af Zeit-Verlag, som nu er en del af mediekoncernen Georg von Holtzbrinck. Die Zeit henvender sig primært til det veluddannede borgerskab og gør meget ud af at være debatskabende og fremlægge forskellige og til tider modstridende synspunkter på diverse sager. Politisk har avisen i sin levetid flyttet sig fra en liberalt-konservativ til en nærmest social-liberal holdning. Den førende personlighed i ledelsen var i mange år den tidligere forbundskansler Helmut Schmidt. Chefredaktør er Giovanni di Lorenzo. Det solgte oplag er på godt 500.000 eksemplarer med let stigende tendens.

## Historie
Die Zeit blev grundlagt i 1946 på en licens fra den britiske militærregering. Grundlæggerne var fire personer, som allerede under den sidste del af 2. Verdenskrig havde lagt planer for udgivelsen af en borgerlig ugeavis. Den første udgave kom på gaden den 21. februar 1946. Den ledende blandt udgiverne, juristen Gerd Bucerius, købte efterhånden de øvrige grundlæggere ud og blev eneejer. Bucerius havde fra 1949 også aktiemajoriteten i selskabet, som udgav det illustrerede ugeblad Stern, hvis overskud i de første mange år finansierede Die Zeits underskud. Gerd Bucerius havde på forskellig måde kontrol med Die Zeit indtil sin død i 1995. Året efter overgik ejerskabet til mediekoncernen Georg von Holtzbrinck.
Allerede i stiftelsesåret blev den østpreussiske flygtning, grevinde Marion Dönhoff, tilknyttet Die Zeits redaktion. Denne meget viljestærke kvinde fik i de følgende mange år en afgørende indflydelse på bladets politik og udformning, både som journalist og politisk redaktør, som chefredaktør fra 1968 til 1972 og som medudgiver fra 1972 til sin død i 2002. Da Die Zeit i midten af 1950´erne efter hendes mening var kommet for tæt på nogle af Det tredje Riges koryfæer, heriblandt juristen Carl Schmitt, forlod Marion Dönhoff avisen, men kom tilbage, da den daværende chefredaktør kort efter blev afskediget. 
Siden 1983 har den tidligere forbundskansler Helmut Schmidt været én af Die Zeits udgivere. Desuden er (2013) den tidligere chefredaktør Josef Joffe medudgiver. Lidt kuriøst står Marion Dönhoff fortsat anført som medudgiver i bladets kolofon. Chefredaktør er siden 2004 Giovanni di Lorenzo.
Siden 2005 udkommer Die Zeit også i en særlig østrigsk udgave, som har et oplag på ca. 15.000. Desuden udkommer Die Zeit i Sachsen og i Schweiz med særlige lokalt producerede sider.

## Udformning
I sin udformning er Die Zeit konservativ. Man holder fast ved et stort format (det såkaldte nordiske format: 400 mm x 570 mm) og den dominerende skrifttype er bogtrykskriften Garamond, som ellers sjældent benyttes i aviser. Bladets logo har stort set været uændret i alle årene. At man som en del af logoet finder Bremens byvåben skyldes, at det i sin tid i sidste øjeblik blev forbudt grundlæggerne at bruge Hamborgs byvåben. I logoet angives, at bladet er et ugeskrift for politik, økonomi, viden og kultur. På forsiden findes altid to fyldige ledere. Die Zeit udkommer i et antal sektioner med hver sin redaktion. Sektionernes betegnelser og antal har kun ændret sig lidt i årenes løb. Sektionerne har følgende betegnelser og indhold:
• Politik:       Indenrigs- og udenrigspolitik.
• Dossier: 	En udførlig gennemgang af et eller to aktuelle emner.
• Geschichte: 	Artikler om historiske emner.
• Wirtschaft: 	Erhverv og økonomi.
• Wissen: 	Artikler om den nyeste viden.
• Feuilleton: 	Kultur, boganmeldelser m.v.
• Glauben & Zweifeln:	Trosspørgsmål
• Reisen:        Rejsestof
• Chancen:	Uddannelse og stillinger
• Zeit der Leser:	Bagsiden, hvor læserne kommer til orde.

## Oplag
I modsætning til andre tyske aviser er Die Zeits oplag stigende, dog i de senere år med en stagnerende tendens. Ved årtusindskiftet lå oplaget lige under 450.000 og i 2012 havde det netop passeret 500.000. Ifølge analyseinstituttet Allensbach læses Die Zeit af godt 2 mio. personer hver uge.

## Andre aktiviteter

### Zeitmagazin
I 1970 fik Gerd Bucerius trods modstand fra den øvrige ledelse gennemført, at avisen fik et dybtrykt flerfarvet tillæg med navnet Zeitmagazin.  Magasinet blev nedlagt i 1999 og afløst af en sektion i avisen med titlen Leben, men i 2007 blev Zeitmagazin genindført. Magasinet bringer hovedsagelig stof inden for livsstilsområdet.

### Zeit Online
I 1996 gik Die Zeit på internettet med Zeit Online. Web-siden har en selvstændig redaktion med sæde i Berlin og adskiller sig fra den trykte avis bl.a. ved i højere grad at være henvendt til et ungt publikum. I tilslutning til den gratis online udgave findes en premium-del, som kræver abonnement.

## Enkelthenvisninger
1. ↑  "Werbeträgerdaten - Presseerzeugnisse". Arkiveret fra originalen 20. april 2017. Hentet 28. oktober 2013.
2. ↑  "Startseite AWA - AWA Allensbacher Markt- und Werbeträgeranalyse". Arkiveret fra originalen 28. oktober 2013. Hentet 28. oktober 2013.

53°32′58.9″N 9°59′54.6″Ø / 53.549694°N 9.998500°Ø